# San Marino na zimních olympijských hrách
San Marino na zimních olympijských hrách startuje od roku 1976. Toto je přehled účastí, medailového zisku a vlajkonošů na dané sportovní události.

## Účast na Zimních olympijských hrách
| Dějiště ZOH            | ZOH      | Vlajkonoš                 | Zlatá medaile | Stříbrná medaile | Bronzová medaile | Celkem |
| ---------------------- | -------- | ------------------------- | ------------- | ---------------- | ---------------- | ------ |
| 1976 Innsbruck         | ZOH 1976 | nebyl                     |               |                  |                  | 0      |
| 1980 Lake Placid       | ZOH 1980 |                           |               |                  |                  | Ne     |
| 1984 Sarajevo          | ZOH 1984 | nebyl                     |               |                  |                  | 0      |
| 1988 Calgary           | ZOH 1988 | Nicola Ercolani           |               |                  |                  | 0      |
| 1992 Albertville       | ZOH 1992 | Andrea Sammaritani        |               |                  |                  | 0      |
| 1994 Lillehammer       | ZOH 1994 | Dino Crescentini          |               |                  |                  | 0      |
| 1998 Nagano            | ZOH 1998 |                           |               |                  |                  | Ne     |
| 2002 Salt Lake City    | ZOH 2002 | Gian Matteo Giordani      |               |                  |                  | 0      |
| 2006 Turín             | ZOH 2006 | Marino Cardelli           |               |                  |                  | 0      |
| 2010 Vancouver         | ZOH 2010 | Marino Cardelli           |               |                  |                  | 0      |
| 2014 Soči              | ZOH 2014 | Vincenzo Michelotti       |               |                  |                  | 0      |
| 2018 Pchjongčchang     | ZOH 2018 | Alessandro Mariotti       |               |                  |                  | 0      |
| 2022 Peking            | ZOH 2022 | Matteo Gatti Anna Torsani |               |                  |                  | 0      |
| 2026 Milán             | ZOH 2026 |                           |               |                  |                  |        |
| Celkem                 | 11       |                           | 0             | 0                | 0                | 0      |
| Zdroj na Olympedia.org |          |                           |               |                  |                  |        |